# Sinocrassula yunnanensis
Sinocrassula yunnanensis är en fetbladsväxtart som först beskrevs av Adrien René Franchet, och fick sitt nu gällande namn av Alwin Berger. Sinocrassula yunnanensis ingår i släktet Sinocrassula och familjen fetbladsväxter. Inga underarter finns listade i Catalogue of Life.

## Bildgalleri

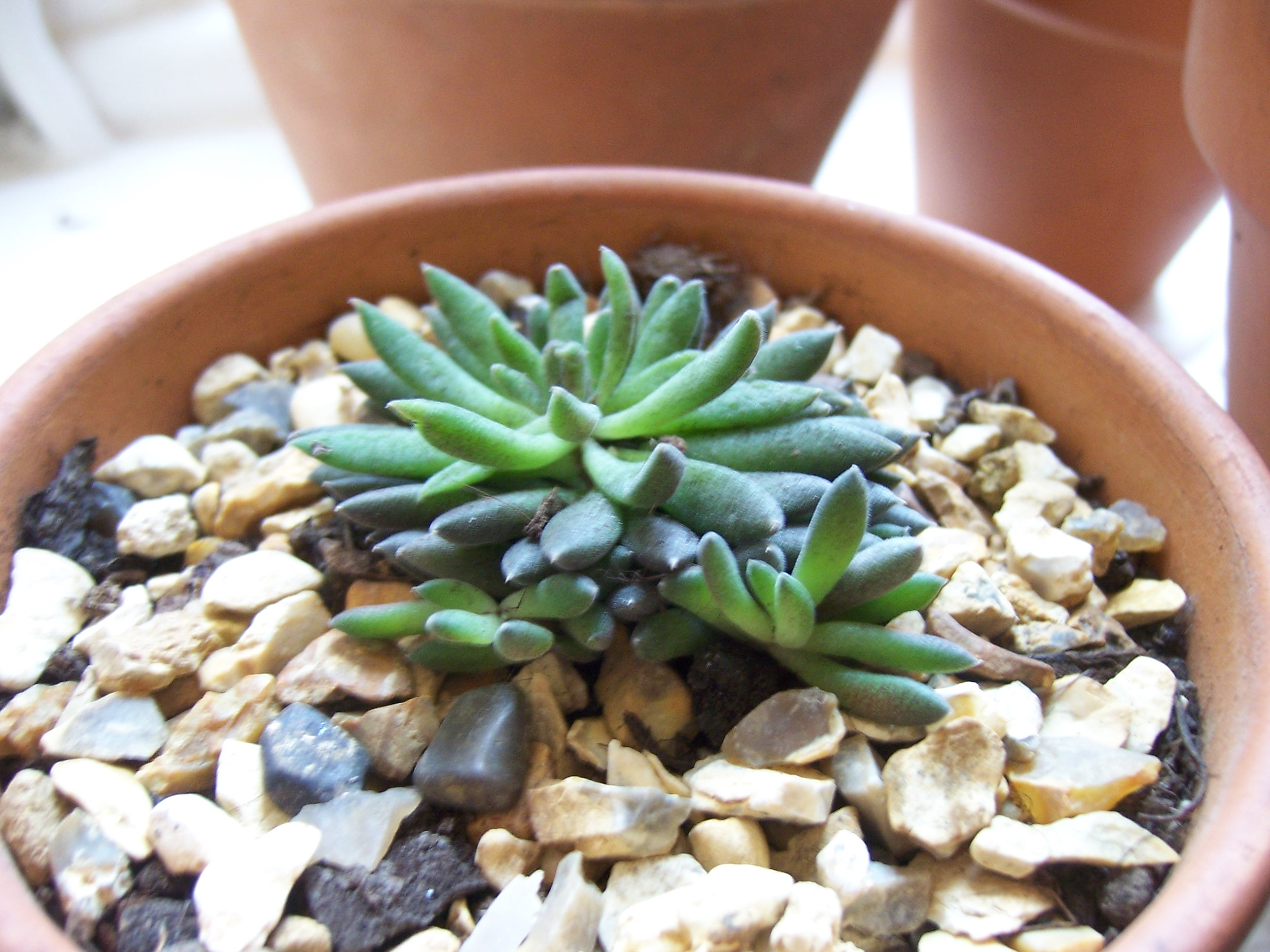
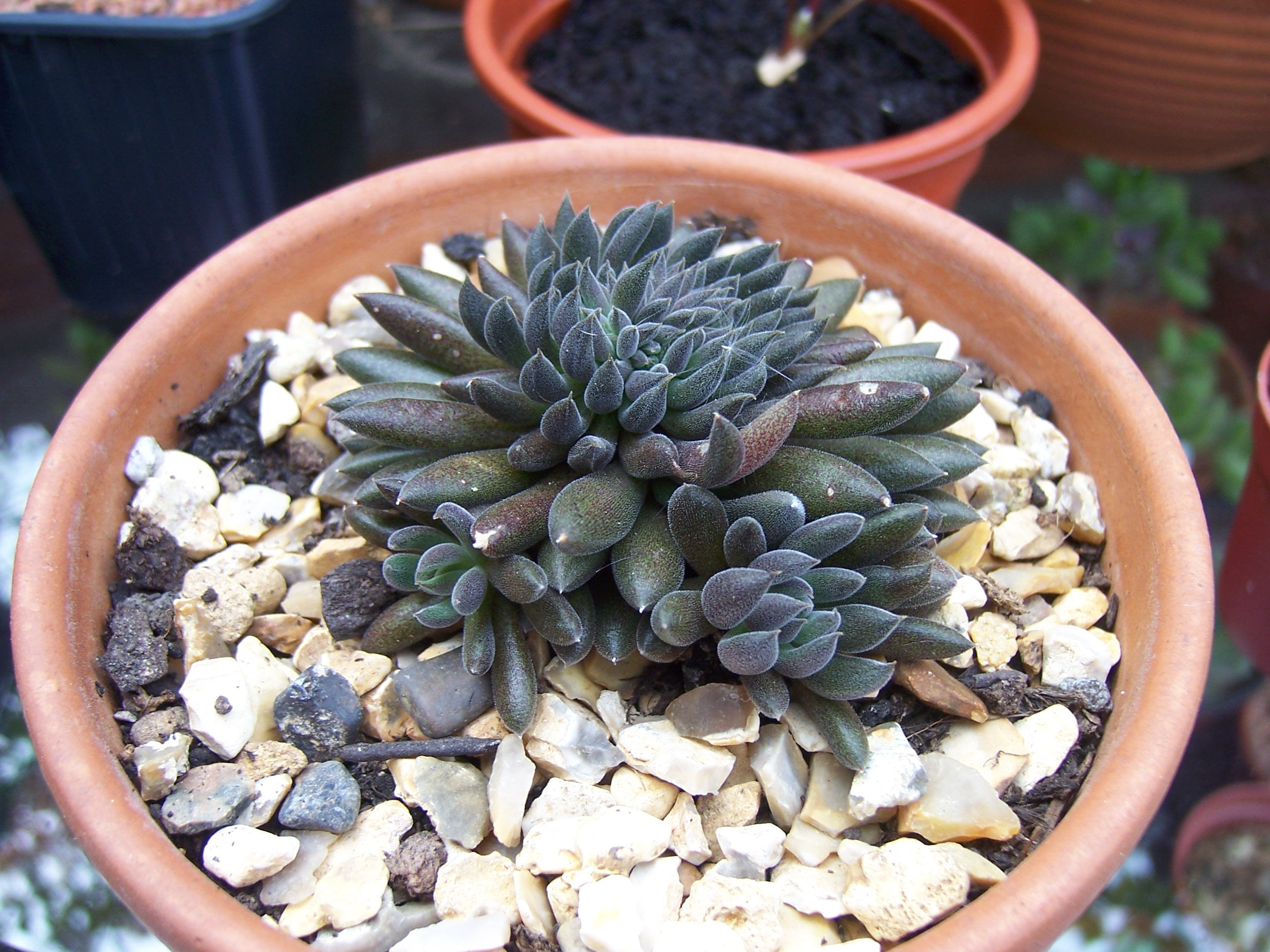
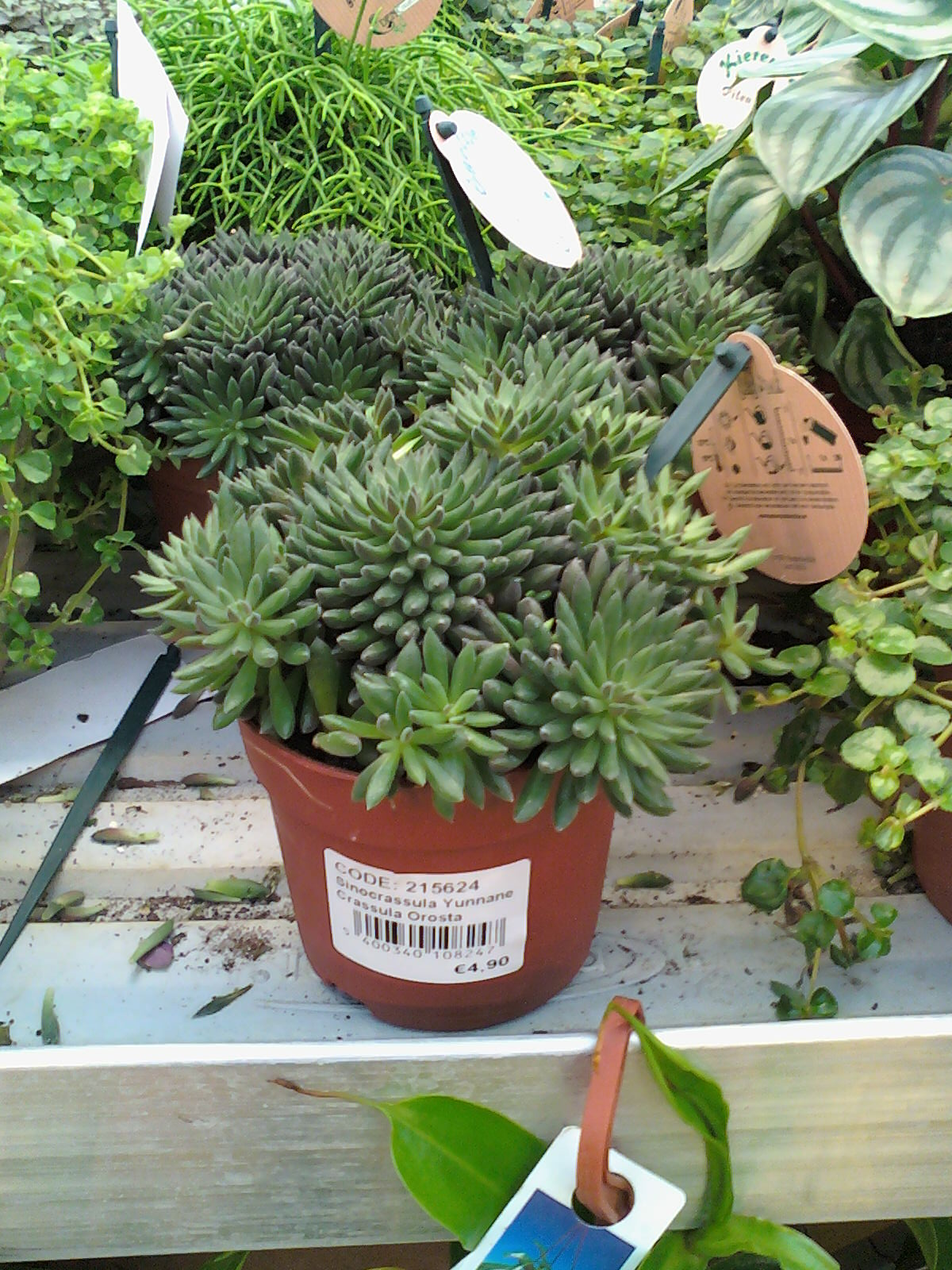